# Barrio Eva Perón
Barrio Helvecia− es un asentamiento argentino ubicado en el departamento San Ignacio de la Provincia de Misiones. Depende administrativamente del municipio de Hipólito Yrigoyen, de cuyo centro urbano dista unos 6 km. Se encuentra sobre la Ruta Nacional 12, la cual la vincula al nordeste con Hipólito Yrigoyen y al sudoeste con General Urquiza y Posadas.
El arroyo Helvecia discurre en las cercanías, y de allí tomó su nombre.
Cuenta con un puesto de salud.
La población era rural dispersa aunque bastante concentrada, hasta que en 1977 se lotearon 50 hectáreas propiedad de Juan Fornataro y con la firma del agrimensor Juan Jacobo Benmaor. Las más de diez manzanas quedaron divididas por la Ruta 12 y un centenar de lotes, que incluían espacio verde y escuela donde se asentaría la N° 662.